# St. Kilian (Rodheim)

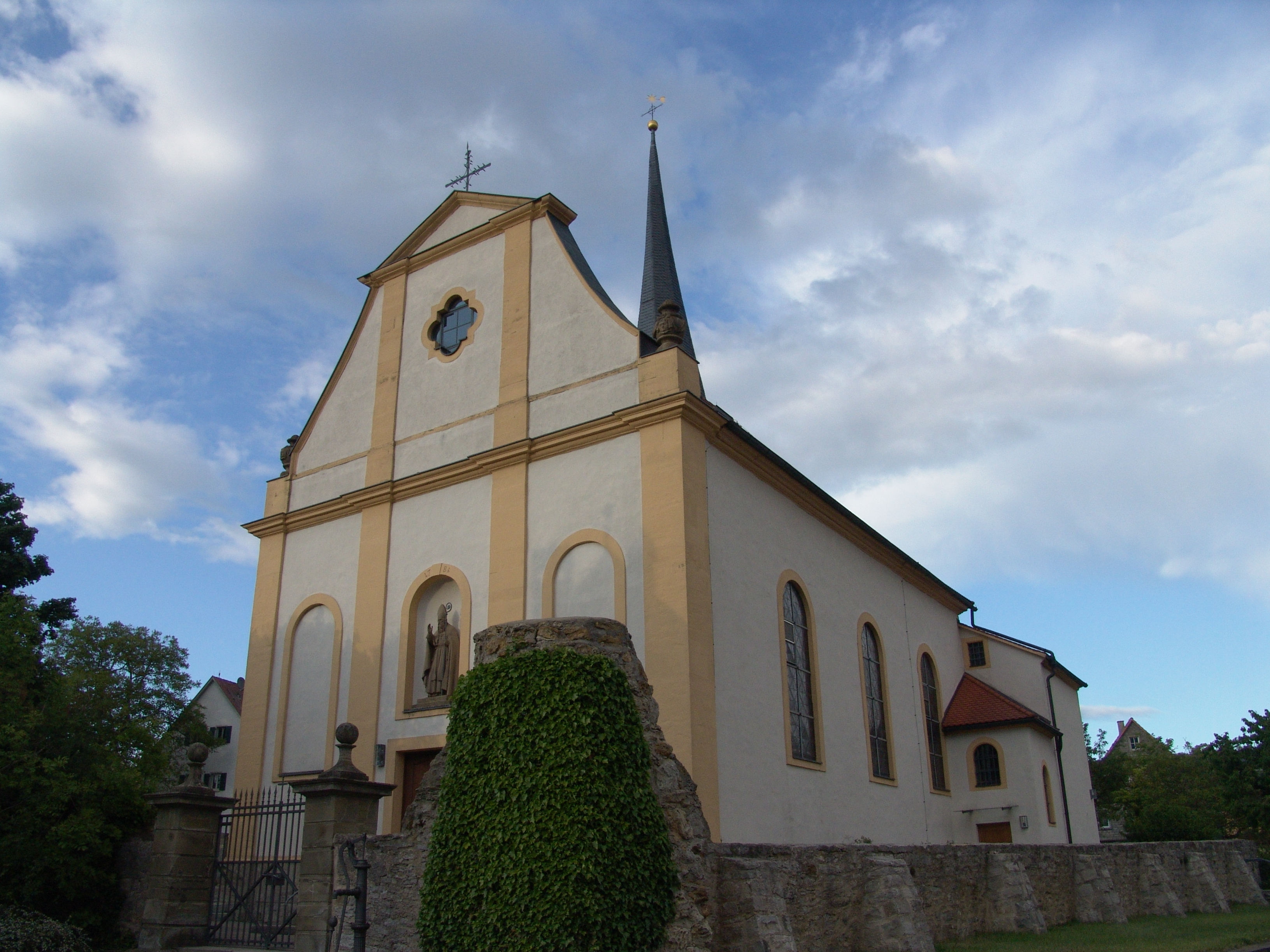
St. Kilian (Rodheim)

Die römisch-katholische, denkmalgeschützte Pfarrkirche St. Kilian befindet sich in Rodheim, einem Gemeindeteil der Gemeinde Oberickelsheim im Landkreis Neustadt an der Aisch-Bad Windsheim (Mittelfranken, Bayern). Das Bauwerk ist unter der Denkmalnummer D-5-75-155-16 als Baudenkmal in der Bayerischen Denkmalliste eingetragen. Die Pfarrei gehört zum Seelsorgebereich Oberer Aischgrund im Dekanat Ansbach des Erzbistums Bamberg.

## Beschreibung
Das mit einem abgewalmten Satteldach bedeckte Langhaus der Saalkirche und der eingezogene, dreiseitig geschlossene Chor im Osten wurden 1781/82 errichtet. Der mit einem achtseitigen, schiefergedeckten Knickhelm bedeckte Chorflankenturm an der Nordwand des Chors ist im Kern mittelalterlich. Sein später aufgestocktes oberstes Geschoss beherbergt die Turmuhr und den Glockenstuhl. An der Südwand des Chors wurde unter einem Pultdach um 1800 die Sakristei angebaut. Die Fassade im Westen ist durch Lisenen in drei Bereiche gegliedert, im mittleren befindet sich das Portal, darüber steht in einer Nische die Statue des heiligen Kilian. Die Kirchenausstattung schuf Johann Peter Wagner in der Bauzeit. Hierzu zählt der Hochaltar, dessen Altarretabel mit einem Kruzifix beidseitig von je zwei Säulen flankiert wird. Die Kanzel und das Taufbecken sind um 1800 entstanden.